# زبان چوواشی
زبان چوواشی (Чӑвашла, Čăvašla; IPA: [tɕəʋaʂˈla]) زبان مردم چوواش یکی از شاخه‌های خانواده زبان‌های ترکی گروه اوغور می‌باشد که در ناحیه مرکزی روسیه و در غرب کوه‌های اورال ۱٬۰۴۲٬۹۸۹ نفر متکلم دارد. این زبان که تنها زبان باقی‌مانده گروه اُغور است زبان رسمی چواشستان می‌باشد. الفبای ترکی چوواش الفبای کریل است اما برای نشان دادن اصوات و حروف ترکی چند حرف به آن اضافه شده‌است. این زبان به شدت در معرض خطر آسیب‌پذیری Vulnerable قرار دارد.